# Grand Prix automobile du Japon 1989
GP précédent GP suivant
Le Grand Prix automobile du Japon 1989 (Fuji Television Japanese Grand Prix). disputé sur le circuit de Suzuka le 22 octobre 1989, est la 483e épreuve du championnat du monde de Formule 1 courue depuis 1950 et la quinzième manche du championnat 1989.
La disqualification d'Ayrton Senna, pour avoir, à la suite de sa collision avec Prost, reçu l'aide des commissaires et utilisé une route d'échappement pour rejoindre la piste, offre le titre de champion du monde à Alain Prost.

## Préqualifications
| Pos. | No | Pilote             | Écurie                | Temps          |
| ---- | -- | ------------------ | --------------------- | -------------- |
| 1    | 17 | Nicola Larini      | Osella-Ford           | 1 min 43 s 035 |
| 2    | 30 | Philippe Alliot    | Larrousse-Lamborghini | 1 min 43 s 089 |
| 3    | 34 | Bernd Schneider    | Zakspeed-Yamaha       | 1 min 44 s 053 |
| 4    | 29 | Michele Alboreto   | Larrousse-Lamborghini | 1 min 44 s 075 |
| 5    | 18 | Piercarlo Ghinzani | Osella-Ford           | 1 min 44 s 313 |
| 6    | 31 | Roberto Moreno     | Coloni-Ford           | 1 min 44 s 498 |
| 7    | 36 | Stefan Johansson   | Onyx-Ford             | 1 min 44 s 582 |
| 8    | 35 | Aguri Suzuki       | Zakspeed-Yamaha       | 1 min 44 s 780 |
| 9    | 33 | Oscar Larrauri     | Eurobrun-Judd         | 1 min 45 s 446 |
| 10   | 37 | Jyrki Järvilehto   | Onyx-Ford             | 1 min 45 s 787 |
| 11   | 40 | Gabriele Tarquini  | AGS-Ford              | 1 min 46 s 705 |
| 12   | 41 | Yannick Dalmas     | AGS-Ford              | 1 min 48 s 306 |
| 13   | 32 | Enrico Bertaggia   | Coloni-Ford           | Pas de temps   |

## Grille de départ du Grand Prix
| Pos. | No | Pilote                | Écurie                | Temps Q1       | Temps Q2       | Écart     |
| ---- | -- | --------------------- | --------------------- | -------------- | -------------- | --------- |
| 1    | 1  | Ayrton Senna          | McLaren-Honda         | 1 min 39 s 493 | 1 min 38 s 041 |           |
| 2    | 2  | Alain Prost           | McLaren-Honda         | 1 min 40 s 875 | 1 min 39 s 771 | + 1 s 730 |
| 3    | 28 | Gerhard Berger        | Ferrari               | 1 min 41 s 253 | 1 min 40 s 187 | + 2 s 146 |
| 4    | 27 | Nigel Mansell         | Ferrari               | 1 min 40 s 608 | 1 min 40 s 406 | + 2 s 365 |
| 5    | 6  | Riccardo Patrese      | Williams-Renault      | 1 min 42 s 397 | 1 min 40 s 936 | + 2 s 895 |
| 6    | 19 | Alessandro Nannini    | Benetton-Ford         | 1 min 41 s 601 | 1 min 41 s 103 | + 3 s 062 |
| 7    | 5  | Thierry Boutsen       | Williams-Renault      | 1 min 42 s 943 | 1 min 41 s 324 | + 3 s 283 |
| 8    | 30 | Philippe Alliot       | Larrousse-Lamborghini | 1 min 42 s 534 | 1 min 41 s 336 | + 3 s 295 |
| 9    | 8  | Stefano Modena        | Brabham-Judd          | 1 min 42 s 909 | 1 min 41 s 458 | + 3 s 417 |
| 10   | 17 | Nicola Larini         | Osella-Ford           | 1 min 42 s 483 | 1 min 41 s 519 | + 3 s 478 |
| 11   | 11 | Nelson Piquet         | Lotus-Judd            | 1 min 43 s 386 | 1 min 41 s 802 | + 3 s 761 |
| 12   | 12 | Satoru Nakajima       | Lotus-Judd            | 1 min 43 s 370 | 1 min 41 s 988 | + 3 s 947 |
| 13   | 7  | Martin Brundle        | Brabham-Judd          | 1 min 44 s 236 | 1 min 42 s 182 | + 4 s 141 |
| 14   | 24 | Luis Pérez-Sala       | Minardi-Ford          | 1 min 43 s 107 | 1 min 42 s 283 | + 4 s 242 |
| 15   | 21 | Alex Caffi            | Dallara-Ford          | 1 min 43 s 171 | 1 min 42 s 488 | + 4 s 447 |
| 16   | 22 | Andrea De Cesaris     | Dallara-Ford          | 1 min 43 s 904 | 1 min 42 s 581 | + 4 s 540 |
| 17   | 16 | Ivan Capelli          | March-Judd            | 1 min 43 s 851 | 1 min 42 s 672 | + 4 s 631 |
| 18   | 4  | Jean Alesi            | Tyrrell-Ford          | 1 min 43 s 306 | 1 min 42 s 709 | + 4 s 668 |
| 19   | 23 | Paolo Barilla         | Minardi-Ford          | 1 min 46 s 096 | 1 min 42 s 780 | + 4 s 739 |
| 20   | 15 | Mauricio Gugelmin     | March-Judd            | 1 min 44 s 805 | 1 min 42 s 880 | + 4 s 839 |
| 21   | 34 | Bernd Schneider       | Zakspeed-Yamaha       | 1 min 44 s 323 | 1 min 42 s 892 | + 4 s 851 |
| 22   | 20 | Emanuele Pirro        | Benetton-Ford         | 1 min 43 s 217 | 1 min 43 s 063 | + 5 s 022 |
| 23   | 26 | Olivier Grouillard    | Ligier-Ford           | 1 min 45 s 801 | 1 min 43 s 379 | + 5 s 338 |
| 24   | 10 | Eddie Cheever         | Arrows-Ford           | 1 min 44 s 501 | 1 min 43 s 511 | + 5 s 470 |
| 25   | 9  | Derek Warwick         | Arrows-Ford           | 1 min 44 s 288 | 1 min 43 s 599 | + 5 s 558 |
| 26   | 3  | Jonathan Palmer       | Tyrrell-Ford          | 1 min 43 s 955 | 1 min 43 s 757 | + 5 s 716 |
| Nq.  | 25 | René Arnoux           | Ligier-Ford           | 1 min 44 s 221 | 1 min 44 s 030 | + 5 s 989 |
| Nq.  | 29 | Michele Alboreto      | Larrousse-Lamborghini | 1 min 44 s 063 | 1 min 44 s 101 | + 6 s 022 |
| Nq.  | 38 | Pierre-Henri Raphanel | Rial-Ford             | 2 min 11 s 328 | 1 min 47 s 160 | + 9 s 119 |
| Nq.  | 39 | Bertrand Gachot       | Rial-Ford             | 1 min 50 s 883 | 1 min 47 s 295 | + 9 s 254 |

## Course

### Classement de la course
| Pos. | No | Pilote                | Écurie                | Tours | Temps/Abandon                      | Grille | Points |
| ---- | -- | --------------------- | --------------------- | ----- | ---------------------------------- | ------ | ------ |
| Dsq. | 1  | Ayrton Senna          | McLaren-Honda         | 53    | Disqualifié                        | 1      |        |
| 1    | 19 | Alessandro Nannini    | Benetton-Ford         | 53    | 1 h 35 min 06 s 277 (195,907 km/h) | 6      | 9      |
| 2    | 6  | Riccardo Patrese      | Williams-Renault      | 53    | + 11 s 904                         | 5      | 6      |
| 3    | 5  | Thierry Boutsen       | Williams-Renault      | 53    | + 13 s 446                         | 7      | 4      |
| 4    | 11 | Nelson Piquet         | Lotus-Judd            | 53    | + 1 min 44 s 225                   | 11     | 3      |
| 5    | 7  | Martin Brundle        | Brabham-Judd          | 52    | + 1 tour                           | 13     | 2      |
| 6    | 9  | Derek Warwick         | Arrows-Ford           | 52    | + 1 tour                           | 25     | 1      |
| 7    | 15 | Mauricio Gugelmin     | March-Judd            | 52    | + 1 tour                           | 20     |        |
| 8    | 10 | Eddie Cheever         | Arrows-Ford           | 52    | + 1 tour                           | 24     |        |
| 9    | 21 | Alex Caffi            | BMS Dallara-Ford      | 52    | + 1 tour                           | 15     |        |
| 10   | 22 | Andrea De Cesaris     | BMS Dallara-Ford      | 51    | + 2 tours                          | 16     |        |
| Abd. | 2  | Alain Prost           | McLaren-Honda         | 46    | Collision                          | 2      |        |
| Abd. | 8  | Stefano Modena        | Brabham-Judd          | 46    | Moteur                             | 9      |        |
| Abd. | 27 | Nigel Mansell         | Ferrari               | 43    | Moteur                             | 4      |        |
| Abd. | 12 | Satoru Nakajima       | Lotus-Judd            | 41    | Surchauffe                         | 12     |        |
| Abd. | 4  | Jean Alesi            | Tyrrell-Ford          | 37    | Boîte de vitesses                  | 18     |        |
| Abd. | 30 | Philippe Alliot       | Larrousse-Lamborghini | 36    | Moteur                             | 8      |        |
| Abd. | 28 | Gerhard Berger        | Ferrari               | 34    | Boîte de vitesses                  | 3      |        |
| Abd. | 20 | Emanuele Pirro        | Benetton-Ford         | 33    | Collision                          | 22     |        |
| Abd. | 26 | Olivier Grouillard    | Ligier-Ford           | 31    | Moteur                             | 23     |        |
| Abd. | 16 | Ivan Capelli          | March-Judd            | 27    | Suspension                         | 17     |        |
| Abd. | 17 | Nicola Larini         | Osella-Ford           | 21    | Freins                             | 10     |        |
| Abd. | 3  | Jonathan Palmer       | Tyrrell-Ford          | 20    | Fuite d'essence                    | 26     |        |
| Abd. | 34 | Bernd Schneider       | Zakspeed-Yamaha       | 1     | Transmission                       | 21     |        |
| Abd. | 23 | Paolo Barilla         | Minardi-Ford          | 0     | Embrayage                          | 19     |        |
| Abd. | 24 | Luis Pérez-Sala       | Minardi-Ford          | 0     | Collision                          | 14     |        |
| Nq.  | 25 | René Arnoux           | Ligier-Ford           |       | Non qualifié                       |        |        |
| Nq.  | 29 | Michele Alboreto      | Larrousse-Lamborghini |       | Non qualifié                       |        |        |
| Nq.  | 38 | Pierre-Henri Raphanel | Rial-Ford             |       | Non qualifié                       |        |        |
| Nq.  | 39 | Bertrand Gachot       | Rial-Ford             |       | Non qualifié                       |        |        |
| Npq. | 18 | Piercarlo Ghinzani    | Osella-Ford           |       | Non préqualifié                    |        |        |
| Npq. | 31 | Roberto Moreno        | Coloni-Ford           |       | Non préqualifié                    |        |        |
| Npq. | 36 | Stefan Johansson      | Onyx-Ford             |       | Non préqualifié                    |        |        |
| Npq. | 35 | Aguri Suzuki          | Zakspeed-Yamaha       |       | Non préqualifié                    |        |        |
| Npq. | 33 | Oscar Larrauri        | Eurobrun-Judd         |       | Non préqualifié                    |        |        |
| Npq. | 37 | Jyrki Järvilehto      | Onyx-Ford             |       | Non préqualifié                    |        |        |
| Npq. | 40 | Gabriele Tarquini     | AGS-Ford              |       | Non préqualifié                    |        |        |
| Npq. | 41 | Yannick Dalmas        | AGS-Ford              |       | Non préqualifié                    |        |        |
| Npq. | 32 | Enrico Bertaggia      | Coloni-Ford           |       | Non préqualifié                    |        |        |

### Pole position et record du tour
- Pole position :  Ayrton Senna (McLaren-Honda) en 1 min 38 s 041 (vitesse moyenne : 215,139 km/h)[4].
- Meilleur tour en course :  Alain Prost (McLaren-Honda) en 1 min 43 s 506 au 43e tour (vitesse moyenne : 203,780 km/h)[5]
- Ayrton Senna a réalisé le meilleur tour en 1 min 43 s 025 s dans le 38e tour, mais n'a pas été retenu à la suite de sa disqualification.

### Tours en tête
- Alain Prost (McLaren-Honda) : 43 tours (1-20 / 24-46) ;
- Alessandro Nannini (Benetton-Ford) : 2 tours (49-50) ;
- Ayrton Senna (McLaren-Honda) : 8 tours (21-23 / 47-48 / 51-53)[6].

## Statistiques
- 1re et seule victoire pour Alessandro Nannini.
- 2e victoire pour Benetton en tant que constructeur.
- 156e victoire pour Ford-Cosworth en tant que motoriste.
- 1er Grand Prix pour Paolo Barilla.
- Alain Prost et Ayrton Senna entrent en collision au 47e tour. Ayrton Senna remet en marche sa voiture puis passe par les stands pour changer son aileron avant. Alessandro Nannini passe en tête mais est doublé par Senna à trois tours de l'arrivée. Ayrton Senna est toutefois disqualifié pour avoir, à la suite de sa collision avec Prost, reçu l'aide des commissaires et utilisé une route d'échappement pour rejoindre la piste[7].